# Uracis turrialba
Uracis turrialba – gatunek ważki z rodziny ważkowatych (Libellulidae). Występuje na terenie Ameryki Centralnej; stwierdzono go w Belize i Kostaryce.